# Порт-Артур (песня)
«Порт-Артур» (тат. Порт-Артур, баш. Порт-Артур) — башкирская и татарская историческая народная короткая песня.

## История
...Пушки бьют за Порт-Артуром,

Ох, врагу неведом страх, 

Выворачивает дуром 

Глыбы в каменных стенах. 

Порт-Артура стены буры 

Бурно кровушка лилась 

Мы б не сдали Порт-Артура - 

Куропаткин предал нас…
Впервые записана в 1938 году Г. З. Сулеймановым у Гинията Утярбаева в деревне 2-е Туркменево, Баймакский район, Башкирской АССР.
Народная песня кыска-кюй «Порт-Артур» написана по мотивам, связанным с участием солдат в защите крепости Порт-Артур в русско-японской войне 1904-1905 годов.
В исторической песне также наблюдается политические мотивы. Текст песни повествует о трагических событиях войны, предательстве Главнокомандующего русской армией на Дальнем Востоке генерала А. Н. Куропаткина, ни во что не ставившего жизнь солдата сыпятся проклятия, он называется черноликим.
Песня сочинена по 2-х частной форме и состоит из 2-х переходов квадратурной структуры. Напев - в широком диапазоне (терцдецим) с понижением регистра со 2-й части. Ладовая основа песни - переменная пентатоника.
У песни есть два варианта, состоящие одна из четырех, другая из пяти куплетов. Куплеты нанизаны на одну нить с помощью припева «Ай-ли, Порт-Артур, Була идең син матур» («Ой ты, Порт-Артур, бывал и ты красив»), других, связующих их друг с другом моментов, нет и лексический состав четырехстрочий близок между собой.
Композитор А. Т. Каримов обработал песню для голоса и фортепиано.

## Исполнители
Песня Порт-Артур - в репертуаре башкирской группы "Каравансарай", солист Расул Карабулатов, также ее исполняют татарские певцы Ильсия Бадретдинова, Февзи Билялов, Фердинанд Салахов и другие.

## Использование мелодии
Мелодия песни «Порт-Артур» (кыска-кюй) использована в одноименных башкирских танцах, поставленных балетмейстерами Ф. А. Гаскаровым, Х. А. Ишбердиным, Р.М. Саттаровым.